# Île Philippe
L'Île Philippe ou Île Saint-Louis est une ancienne île fluviale de l'estuaire de la Gironde, située sur la commune de Saint-Androny.

## Histoire
L'île Philippe apparaît en 1830 et ne s'étend alors que sur une superficie de trois hectares. En 1878, elle compte trois habitants. Elle est répertoriée en 1912 sur une superficie de quarante-huit hectares. Dans les années 1950, elle fusionne avec l'île de Patiras. 